# Medaglia commemorativa della guerra del 1849 (Baden)
La medaglia commemorativa della guerra del 1849 venne istituita dal granduca Leopoldo di Baden nel 1849.
La medaglia venne istituita dal granduca Leopoldo di Baden il 9 agosto 1849 e concessa a "tutti coloro che abbiano preso parte alla repressione della recente campagna del 1849 contro gli insorti" (Rivoluzione del Baden). L'insurrezione armata aveva costretto il granduca alla fuga dalla capitale nel maggio del 1849 e fu a quel punto che Leopoldo richiese l'intervento della Prussia le cui forze vinsero i ribelli a Waghausel il 20 giugno assieme alle truppe dell'esercito badense rimaste fedeli. Leopoldo fece ritorno a Karlsruhe il 10 agosto e le forze prussiane rimasero nel Baden sino a quando l'ordine non venne ristabilito completamente.

## Insegne
La medaglia consiste in un tondo di bronzo riportante sul diritto una spada sguainata posta in palo ed attorniata da una corona d'alloro. Il rovescio riporta la scritta "LEOPOLD GROSHERZOG VON BADEN" (Leopoldo granduca di Baden) attorno ad una corona d'alloro con la scritta "DEN TAPFEREN BEFREIUNGS HEER 1849" (per il coraggioso esercito liberatore 1849). L'incisore fu Ludwig Kachel.
Il nastro è giallo bordato di una lista argentata a riprendere i colori del nastro dell'Ordine della Fedeltà, la più alta onorificenza badense.